# Yūki Ōkubo
Yūki Ōkubo (japanisch 大久保 裕樹 Ōkubo Yūki; * 17. April 1984 in der Präfektur Chiba) ist ein ehemaliger japanischer Fußballspieler.

## Karriere
Ōkubo erlernte das Fußballspielen in der Schulmannschaft der Funabashi High School. Seinen ersten Vertrag unterschrieb er 2003 bei den Sanfrecce Hiroshima. Der Verein spielte in der zweithöchsten Liga des Landes, der J2 League. 2003 wurde er mit dem Verein Vizemeister der J2 League und stieg in die J1 League auf. 2005 wechselte er zum Zweitligisten Kyoto Purple Sanga (heute: Kyoto Sanga FC). 2005 wurde er mit dem Verein Meister der J2 League und stieg in die J1 League auf. Am Ende der Saison 2006 stieg der Verein in die J2 League ab. Am Ende der Saison 2007 stieg der Verein wieder in die J1 League auf. Für den Verein absolvierte er 47 Ligaspiele. 2009 wechselte er zum Zweitligisten Tochigi SC. Für den Verein absolvierte er 88 Ligaspiele. 2012 wechselte er zum Ligakonkurrenten Tokushima Vortis. Für den Verein absolvierte er 20 Ligaspiele. 2014 wechselte er zum Ligakonkurrenten Matsumoto Yamaga FC. 2014 wurde er mit dem Verein Vizemeister der J2 League und stieg in die J1 League auf. Für den Verein absolvierte er 25 Ligaspiele. 2016 wechselte er zum Zweitligisten JEF United Chiba. Für den Verein absolvierte er 19 Ligaspiele. Ende 2017 beendete er seine Karriere als Fußballspieler.